# Oostenrijks voetbalkampioenschap 1918/19
1918/19 was het 8ste seizoen in de Oostenrijkse competitie, ingericht door de NÖFV (Niederösterreichische Fußballverband). De competitie stond enkel open voor clubs uit de hoofdstad Wenen en voorsteden daarvan.

## Wiener 1. Klasse
Tien clubs streden om de landstitel, ze troffen elkaar tweemaal. Nu de Eerste Wereldoorlog voorbij was voerde de bond opnieuw promotie en degradatie in tussen de eerste en tweede klasse, alhoewel dat toch nog niet gebeurde omdat de hoogste klasse werd uitgebreid naar 12 clubs.
| Pl. | Club                  | Wed | W  | G | V  | DS    | Ptn |
| --- | --------------------- | --- | -- | - | -- | ----- | --- |
| 1.  | SK Rapid Wien         | 18  | 15 | 1 | 2  | 67-15 | 31  |
| 2.  | SpC Rudolfshügel      | 18  | 10 | 4 | 4  | 51-32 | 24  |
| 3.  | Wiener AC             | 18  | 8  | 7 | 3  | 42-26 | 23  |
| 4.  | Wiener Association FC | 18  | 8  | 4 | 6  | 32-26 | 20  |
| 5.  | Wiener Sport-Club     | 18  | 8  | 3 | 7  | 25-38 | 19  |
| 6.  | Wiener Amateur SV     | 18  | 5  | 6 | 7  | 29-38 | 16  |
| 7.  | Floridsdorfer AC (M)  | 18  | 7  | 1 | 10 | 45-35 | 15  |
| 8.  | ASV Hertha Wien       | 18  | 5  | 2 | 11 | 34-52 | 12  |
| 9.  | 1. Simmeringer SC     | 18  | 4  | 4 | 10 | 29-63 | 12  |
| 10. | SC Wacker Wien        | 18  | 2  | 4 | 12 | 20-49 | 8   |

Kampioenenploeg: Eduard Bauer, Josef Brandstetter, Max Cerny, Vincenz Dittrich, Leopold Grundwald, August Kraupar, Heinrich Krczal, Richard Kuthan, Karoly Nemesch, Leopold Nitsch, Oswald, Gustav Putzendopler, Rudolf Rupec, Franz Schedivy, Schedivy II, Friedrich Stach, Willibald Stejskal, Ferdinand Swatosch, Josef Uridil, Gustav Wieser, Karl Wondrak

Trainer: Dionys Schönecker

## Wiener 2. Klasse A
| Pl. | Club                   | Wed | W | G | V | DS    | Ptn |
| --- | ---------------------- | --- | - | - | - | ----- | --- |
| 1.  | First Vienna FC 1894   | 16  |   |   |   | 74-16 | 28  |
| 2.  | SK Admira Wien         | 16  |   |   |   | 49-27 | 25  |
| 3.  | SC Hakoah Wien         | 16  |   |   |   | 32-24 | 21  |
| 4.  | SC Donaustadt (M)      | 16  |   |   |   | 43-23 | 21  |
| 5.  | Nußdorfer AC           | 16  |   |   |   | 30-41 | 14  |
| 6.  | SK Slovan Wien         | 16  |   |   |   | 43-42 | 12  |
| 7.  | SC Rot-Stern Wien      | 16  |   |   |   | 22-35 | 7   |
| 8.  | SC Ober-Sankt Veit (P) | 16  |   |   |   | 22-63 | 7   |
| 9.  | FC Sturm 07 (P)        | 16  |   |   |   | 12-56 | 7   |

SC Rot-Stern Wien nam na het seizoen opnieuw de oude naam SC Red Star Wien aan.

### Promovendi uit Wiener 2. Klasse B
- SC Germania Schwechat
- FC Ostmark Wien
- Wiener Sportfreunde
- Ottakringer SC
- Vienna Cricket and Football-Club
- Wiener Bewegungsspieler
- SC Blue Star Wien
- 1. FFC Vorwärts 06 Wien

1911/12 · 1912/13 · 1913/14 · 1914/15 · 1915/16 · 1916/17 · 1917/18 · 1918/19 · 1919/20 · 1920/21 · 1921/22 · 1922/23 · 1923/24 · 1924/25 · 1925/26 · 1926/27 · 1927/28 · 1928/29 · 1929/30 · 1930/31 · 1931/32 · 1932/33 · 1933/34 · 1934/35 · 1935/36 · 1936/37 · 1937/38 · 1938/39 · 1939/40 · 1940/41 · 1941/42 · 1942/43 · 1943/44 · 1944/45 · 1945/46 · 1946/47 · 1947/48 · 1948/49 · 1949/50 · 1950/51 · 1951/52 · 1952/53 · 1953/54 · 1954/55 · 1955/56 · 1956/57 · 1957/58 · 1958/59 · 1959/60 · 1960/61 · 1961/62 · 1962/63 · 1963/64 · 1964/65 · 1965/66 · 1966/67 · 1967/68 · 1968/69 · 1969/70 · 1970/71 · 1971/72 · 1972/73 · 1973/74 · 1974/75 · 1975/76 · 1976/77 · 1977/78 · 1978/79 · 1979/70 · 1980/81 · 1981/82 · 1982/83 · 1983/84 · 1984/85 · 1985/86 · 1986/87 · 1987/88 · 1988/89 · 1989/90 · 1990/91 · 1991/92 · 1992/93 · 1993/94 · 1994/95 · 1995/96 · 1996/97 · 1997/98 · 1998/99 · 1999/00 · 2000/01 · 2001/02 · 2002/03 · 2003/04 · 2004/05 · 2005/06 · 2006/07 · 2007/08 · 2008/09 · 2009/10 · 2010/11 · 2011/12 · 2012/13 · 2013/14 · 2014/15 · 2015/16 · 2016/17 · 2017/18 · 2018/19 · 2019/20 · 2020/21 · 2021/22 · 2022/23